# 羅斯托夫總站

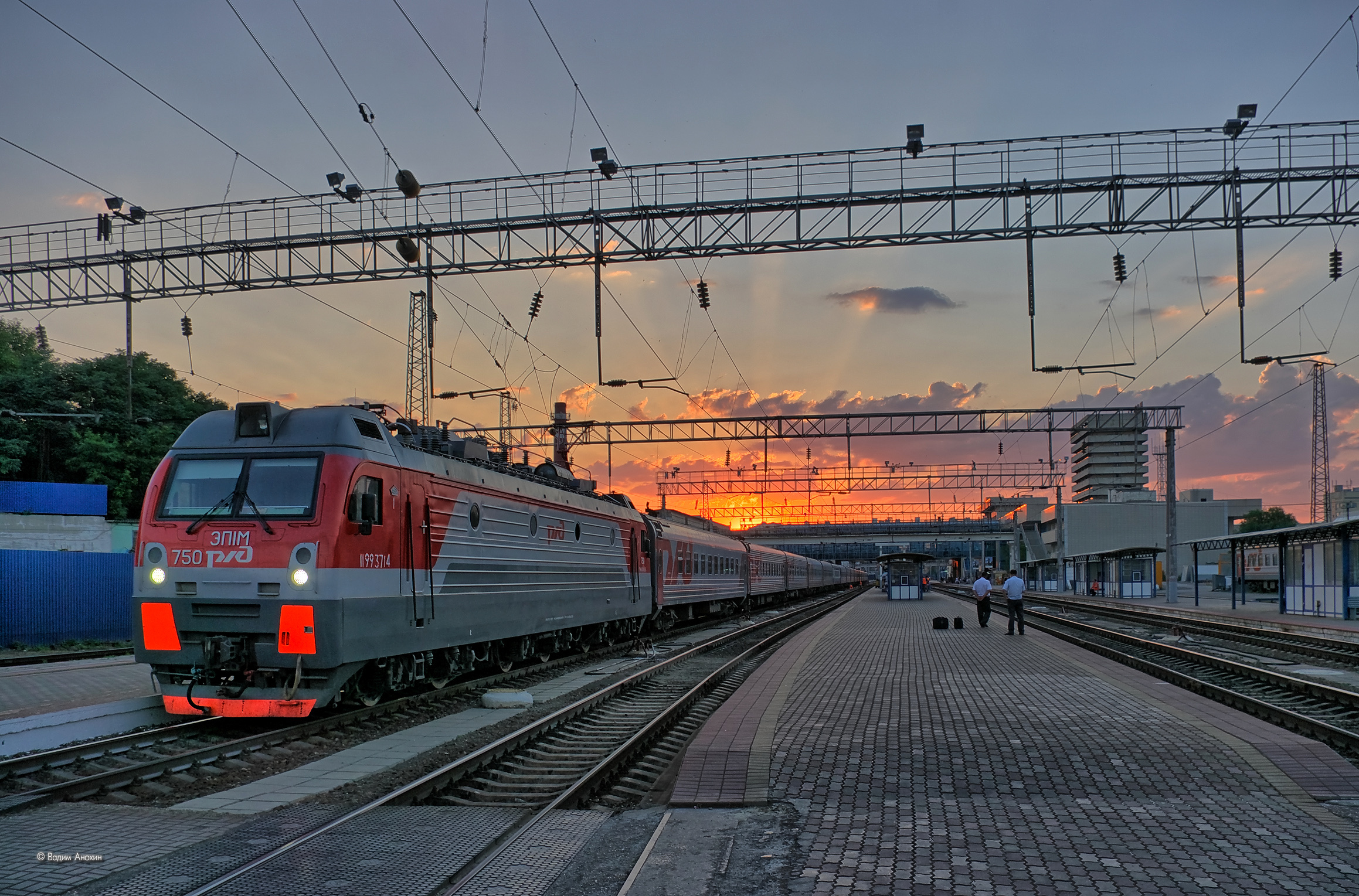
月台

羅斯托夫總站（俄语：Ростов-Главный）是俄羅斯頓河畔羅斯托夫的主要火車站。是北高加索鐵路上最大的車站之一。啟用於1869年，現今的車站建築於2004年完成。